# عنصر الطاقة والدفع

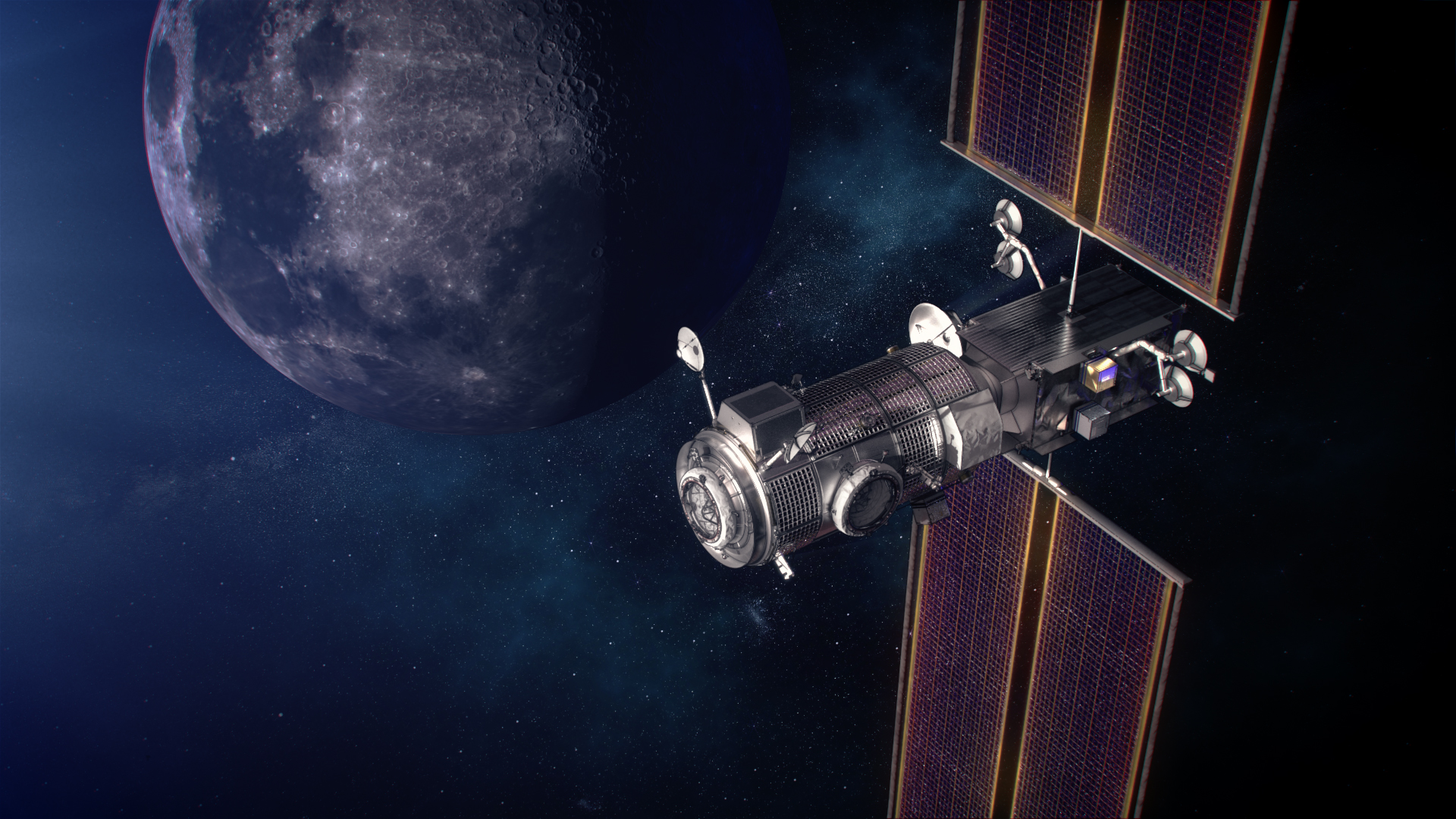
رسم تخيلي لعنصر الطاقة والدفع بالبوابة القمرية، بالإضافة إلى قاعدة السكن والخدمات اللوجستية (HALO)، في المدار القمري عام 2024.

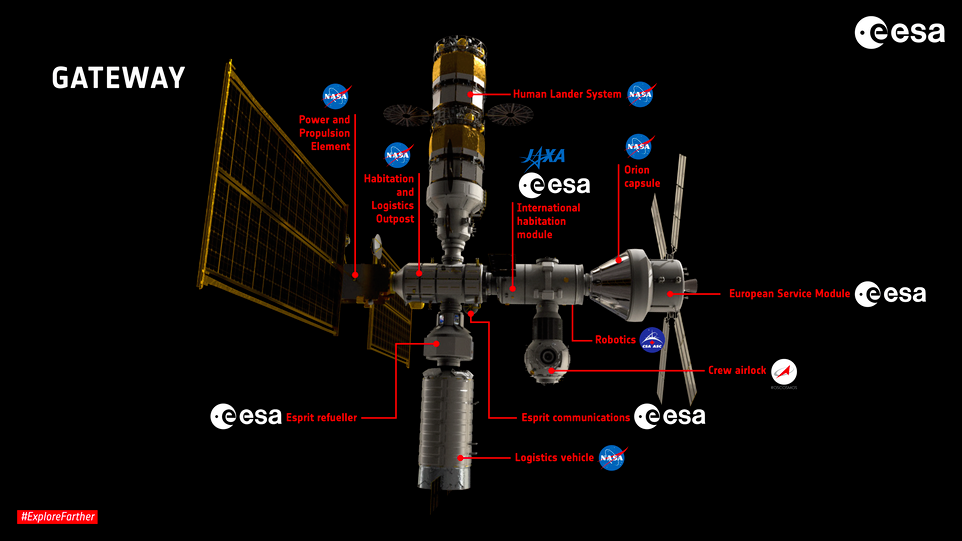
صورة للبوابة القمرية تبين عنصر الطاقة والدفع بالإضافة إلى الوحدات الأخرى المُخطط لها.

عنصر الطاقة والدفع (بالإنجليزية: Power and propulsion element)‏، أو (PPE) اختصارًا، الذي عرف سابقًا بنظام دفع مركبة إعادة توجيه الكويكبات، هي وحدة دفع أيوني كهربائي بالطاقة الشمسية خُطط بناؤها لوكالة ناسا، وللبوابة القمرية، بواسطة شركة ماكسار للتقنيات. بدأ تطوير الوحدة في البداية بمختبر الدفع النفاث باعتبارها جزءًا من مهمة إعادة توجيه الكويكبات (ARM) الملغاة حاليًا، ولكنها الآن تابعة لمركز جون إتش. غلين للبحوث التابع لوكالة ناسا في كليفلاند (أوهايو). عندما أُلغيت مهمة إعادة توجيه الكويكبات، أُعيد اقتراح نظام الدفع الكهربائي بالطاقة الشمسية مرةً أخرى في عنصر الطاقة الدفع لمحطة البوابة القمرية. سيسمح هذا العنصر بالوصول إلى سطح القمر بالكامل، بالإضافة إلى مجموعة واسعة من المدارات القمرية، كما أنه سيكون بضعف قدرة القاطرة الفضائية بالنسبة للمركبات الزائرة. صُمم العنصر ليكون قادرًا على نقل البوابة القمرية القابلة لإعادة الاستخدام من القمر إلى مدار حول كوكب المريخ. سيُستخدم العنصر أيضًا ليكون مركزًا للاتصالات الخاصة بالبوابة. من المُخطط أن تكون كتلة العنصر 8 إلى 9 أطنان، وسيكون قادرًا على توليد 50 كيلوواط من الطاقة الكهربائية الشمسية للدوافع الأيونية الخاصة به، والتي يمكن تدعيمها بأنظمة الدفع الكيميائي. من المخطط حاليًا إطلاق العنصر، مع وحدة هالو (HALO)، على متن الصاروخ فالكون الثقيل في مايو 2024.
سيكون العنصر متوافقًا مع نظام الالتحام الدولي القياسي (IDSS). ويعني هذا أن أي مركبة فضائية متوافقة مع هذا النظام ستتمكن نظريًا من الالتحام بالعنصر؛ مثل أوريون، ومحطة الفضاء الدولية (ISS)، ودراغون 2، ومركبة الحلم الفضائية. ستكون الوحدات الأخرى من البوابة القمرية متوافقةً مع هذا النظام القياسي أيضًا على الأغلب.

## التطوير

### مركبة إعادة توجيه الكويكبات الناقلة
كانت مركبة إعادة توجيه الكويكبات مركبةً فضائيةً روبوتيةً عالية الأداء تعمل بالطاقة الكهربائية الشمسية لمهمة إعادة توجيه الكويكبات. كانت المهمة تدور حول إرسال مركبة فضائية إلى أحد الكويكبات القريبة من الأرض لتلتقط صخرةً عملاقةً ذات كتلة متعددة الأطنان من على السطح مستخدمةً جهاز تثبيت، ثم تنقلها إلى المدار القمري حيث يمكن للبعثات المأهولة دراستها بسهولة. أُلغيت المهمة في أوائل عام 2017، وأصبح الجزء الخاص بدفع هذه المركبة الفضائية عنصر الطاقة والدفع الذي سيُستخدم في بوابة الفضاء العميق، والتي تُعرف أيضًا بالبوابة.

### مهمات القاطرة الفضائية القابلة لإعادة الاستخدام
خلال مهمة إعادة توجيه الكويكبات، اقتُرحت مهمات القاطرة الفضائية لفصل مهمات المريخ اللوجستية التي يمكن أن تقضي فترةً أطول في الفضاء، مقارنةً بالبعثات المأهولة، إلى مهمات منفصلة، ما يخفض من التكلفة بنسبة تتخطى 60، وذلك في حالة استخدام نظام دفع متقدم يعمل بالطاقة الكهربائية الشمسية (محركات أيونية). ستقلل هذه المهمات أيضًا من الأخطار التي تهدد البعثات بشكل عام من خلال إتاحة فحص الأنظمة الحيوية عند المريخ قبل مغادرة الطاقم للأرض. ويمكن بهذه الطريقة تجنب الخطر الواقع على الطاقم في حالة حدوث أي خلل بهذه المهمات اللوجستية، مع إمكانية إصلاح العتاد المعطوب أو إعادة إطلاقه مرةً أخرى.
لن تُطبق تصميمات الدفع الكهربائي الشمسي (SEP) في المهمات المستقبلية فحسب، ولكن ستُترك أيضًا مركبة مهمة إعادة توجيه الكويكبات في مدار مستقر يسمح بإعادة استخدامها مرةً أخرى. كان من المخطط أن يصبح هذا المشروع أساسًا لمهمات إعادة التزود بالوقود المتعددة. ستكون الحمولة الخاصة بالكويكبات مثبتةً عند أحد نهايتي المركبة الفضائية الناقلة، وبالتالي يمكن إزالتها أو استبدالها بحمولة أخرى في المستقبل، كما يمكن أيضًا أن تصبح هذه المركبة مركبةً منفصلةً قابلةً لإعادة الاستخدام، إذ ستوفر هذه المهمة قاطرةً فضائيةً مؤهلةً تستقر في الفضاء بين الأرض والقمر. وسهل هذا من موائمة هذه المركبة لاستخدامها في مهمات البوابة القمرية، إذ صُمم نظام الدفع ليكون قابلًا لإعادة الاستخدام في المهمات المتعددة. ومع ذلك، توقف تطوير أفكار الناقلة الفضائية، أو أي قاطرة فضائية قابلة لإعادة الاستخدام، بشكل مؤقت عندما أُلغيت مهمة إعادة توجيه الكويكبات.

### عنصر الطاقة والدفع
في عام 2017، بعد عام من بدء برنامج أرتيميس، عاد نظام الدفع الخاص بالقاطرة والناقلة الفضائية، بمهمة إعادة توجيه الكويكبات، إلى النور مرةً أخرى، وأُعيد اقتراح هذه النظام ليكون نظام الدفع الرئيسي لمحطة البوابة القمرية الفضائية، وسُمي بعنصر الطاقة والدفع (PPE) بشكل رسمي. وسيكون هذا العنصر نسخةً مصغرةً من ناقلة إعادة توجيه الكويكبات. انفصلت البوابة القمرية عن برنامج أرتيميس لتكون برنامجًا منفصلًا؛ لضمان سرعة الهبوط على سطح القمر بحلول عام 2024 دون الحاجة إلى انتظار اكتمال بناء البوابة.